# Ozzano Monferrato
Ozzano Monferrato és un municipi situat al territori de la província d'Alessandria, a la regió del Piemont (Itàlia).
Ozzano Monferrato limita amb els municipis de Casale Monferrato, Cella Monte, Cereseto, Pontestura, Rosignano Monferrato, Sala Monferrato, San Giorgio Monferrato i Treville.

## Galeria

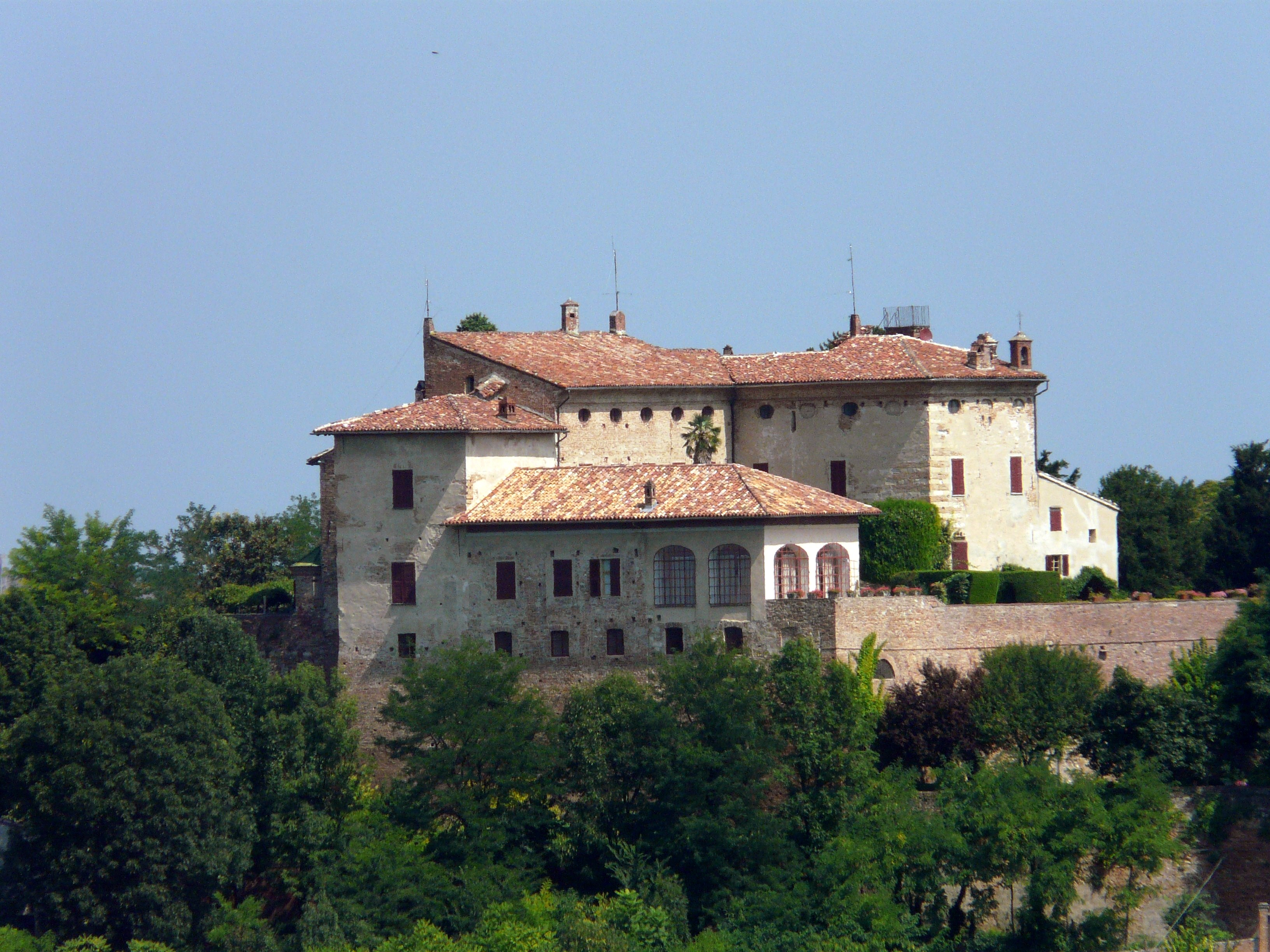
Castell d'Ozzano Monferrato
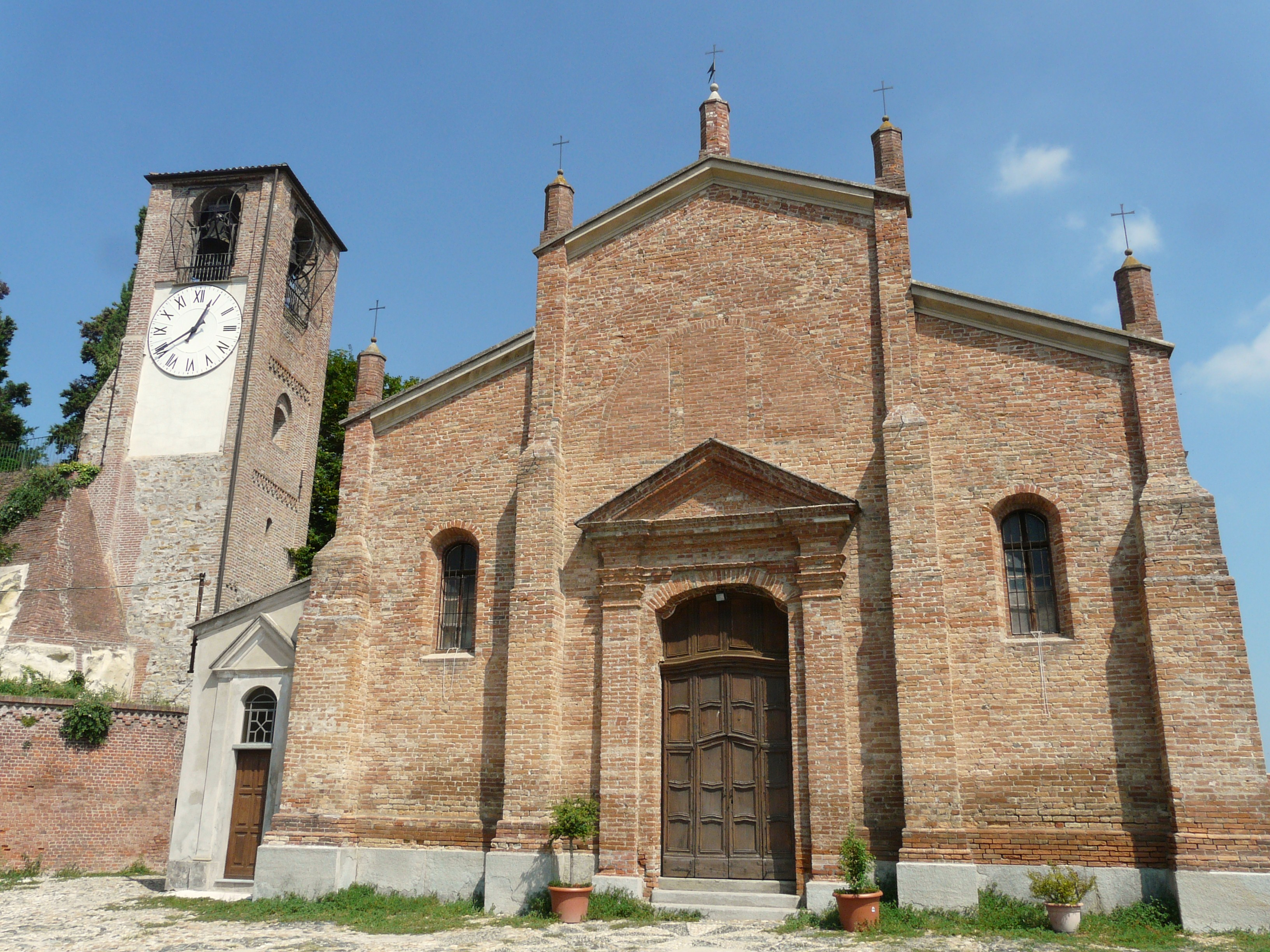
Església de San Salvatore
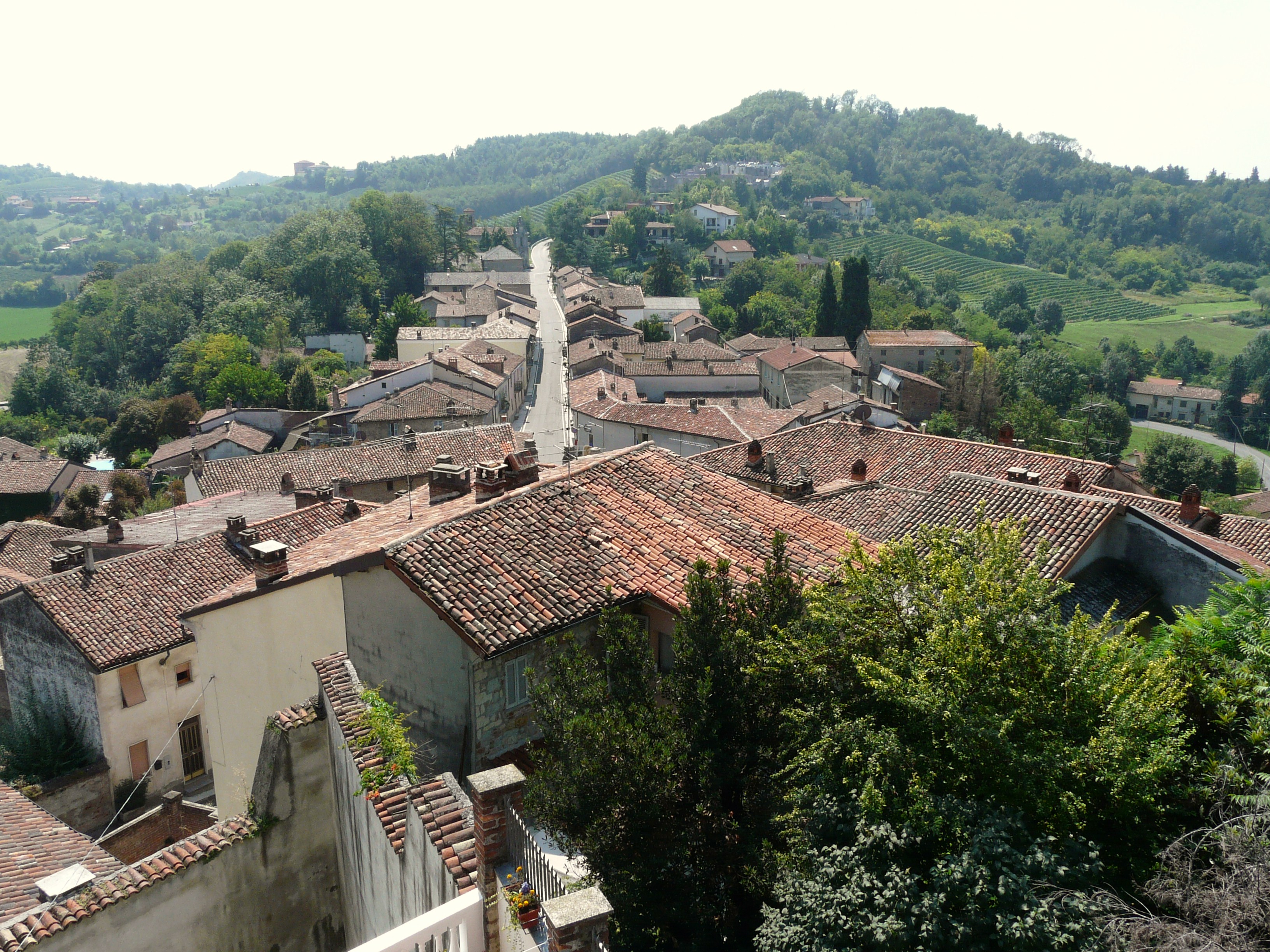
Vista del poble
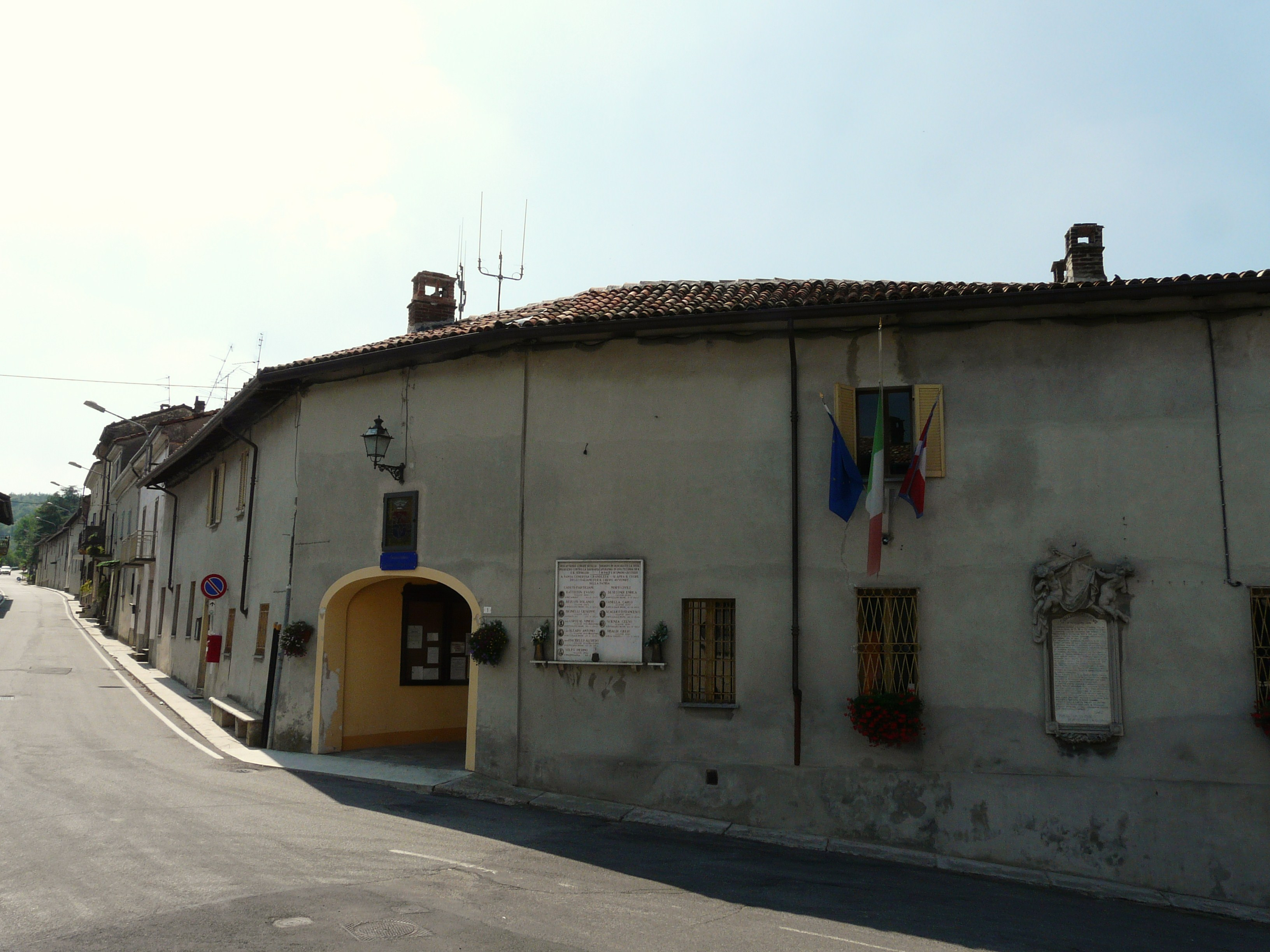
Ajuntament